# Куси-лез-Эп
Куси́-лез-Эп (фр. Coucy-lès-Eppes) — коммуна во Франции, находится в регионе Пикардия. Департамент коммуны — Эна. Входит в состав кантона Гиньикур. Округ коммуны — Лан.
Код INSEE коммуны — 02218.

## Население
Население коммуны на 2010 год составляло 576 человек.
| 1962 | 1968 | 1975 | 1982 | 1990 | 1999 | 2010 |
| ---- | ---- | ---- | ---- | ---- | ---- | ---- |
| 557  | 555  | 515  | 642  | 581  | 612  | 576  |

## Экономика
В 2010 году среди 369 человек трудоспособного возраста (15—64 лет) 263 были экономически активными, 106 — неактивными (показатель активности — 71,3 %, в 1999 году было 72,5 %). Из 263 активных жителей работали 244 человека (131 мужчина и 113 женщин), безработных было 19 (8 мужчин и 11 женщин). Среди 106 неактивных 31 человек были учениками или студентами, 37 — пенсионерами, 38 были неактивными по другим причинам.